# Верёвкин-Шелюта, Евстафий Игнатьевич
Евста́фий Игна́тьевич Верёвкин-Шелю́та (бел. Яўстахі Вяроўкін-Шэлюта; Рогачёвский уезд, Могилёвская губерния — 16 ноября 1855, Севастополь, Таврическая губерния) — полковник Русской императорской армии.

## Биография
Из белорусского шляхетского рода Верёвкиных-Шелют герба Кальвария. Уроженец Рогачевского уезда Могилевской губернии, вероятно родился в околице Бердыж.
Штабс-капитан Уфимского пехотного полка (1831). С 18 октября 1847 года — полковник («за отличие по службе» Люблинского пехотного полка. В августе 1852 года назначен командиром Бородинского егерского полка 6-го пехотного корпуса.
Участвовал в Русско-турецкой войне 1828—1829.
Умер в конце 1855 года от ран во время обороны Севастополя в Крымскую войну. Похоронен на Братском кладбище, северная сторона.

## Память
Его имя вырезано на мраморных досках, которые находятся на стенах Свято-Никольской церкви на Братском кладбище, среди имён генералов, адмиралов, штаб- и обер-офицеров армии и флота, погибших при обороне Севастополя.
Могила Е. И. Верёвкина-Шелюты - ОКН России регионального значения  Объект культурного наследия народов РФ регионального значения. Рег. № 921711261880005 (ЕГРОКН). Надпись: «Командир лейб Бородинского Его Величества полка полковник Евстафий Игнатьевич Веревкин-Шелюта 2-й. Умер 16 ноября 1855 года».

## Награды и поощрения
- Золотая шпага с надписью «За храбрость» (21 августа 1828, за отличие в Русско-турецкой войне 1828—1829).
- Орден Святого Георгия 4-й степени (5 декабря 1841, № 6492 по списку Григоровича — Степанова).
- Орден Святого Владимира 4-й степени (1843).
- Орден Святой Анны 2-й степени (1846).
- Императорская корона к ордену Святой Анны (1849).

- Единовременно 720 рублей (1825).
- Годовое жалованье (1829).
- Знак отличия беспорочной службы за XXX лет (1850).
- Подарок (1851).